# Масляков, Александр Иванович
Александр Иванович Масляков — директор завода полимеров Кирово-Чепецкого химического комбината, лауреат Государственной премии СССР (1982).

## Биография
Родился 25 августа 1937 г. в д. Анисимовка Ильинского района Ивановской области.
Окончил Ивановский химико-технологический институт (1960), специальность — технология лаков, красок и неметаллических покрытий.
С 1960 г. работал на Кирово-Чепецком химическом комбинате: сменный инженер, ст. инженер-технолог — зам. начальника участка, начальник участка, цеха, с 1978 по октябрь 2001 г. директор завода полимеров.
С 2001 г. директор представительства ЦПКП «Оборонпромкомплекс».
Автор более 100 изобретений в области фторполимеров и фторкаучуков.
Семья: жена, сын, дочь.

## Награды и звания
- Государственная премия СССР (1982);
- Премия Правительства Российской Федерации (1996) — за разработку и создание высокопроизводительного экологически чистого производства гидрохлорфторуглеродов (хладонов) метанового иэтанового рядов).
- Орден Трудового Красного Знамени.